# دنكن هالداين
فريدريك دنكن مايكل هالداين (بالإنجليزية: Frederick Duncan Michael Haldane)‏ (و. 1951 – م) هو عالم فيزياء بريطاني ولد في يوم 14 سبتمبر 1951 في مدينة لندن عاصمة المملكة المتحدة، درس الفيزياء في جامعة برنستون في الولايات المتحدة ونال جائزة نوبل في الفيزياء في سنة 2016 وذلك نتاج اكتشافاتهم النظرية في مجال التعدي أو الانتقال الطوري الطوبولوجي مع كل من ديفيد ثاوليس ومايكل كوسترليتز.

## جوائز
حصل على جوائز منها:
- (4 أكتوبر 2016)[9][10]
- Dirac Medal (IOP) (2012)
- Oliver E. Buckley Condensed Matter Prize (1993)
- زميل في الجمعية الملكية.

## روابط خارجية
- دنكن هالداين على موقع الموسوعة البريطانية (الإنجليزية)
- دنكن هالداين على موقع مونزينجر (الألمانية)